# Megachile cressa
Megachile cressa is een vliesvleugelig insect uit de familie Megachilidae. De wetenschappelijke naam van de soort is voor het eerst geldig gepubliceerd in 1988 door Tkalcu.